# Pannonische Quellschnecke
Die Pannonische Quellschnecke (Bythinella pannonica) ist eine seltene Art aus der Gattung Quellschnecken (Bythinella) aus der Familie der Wasserdeckelschnecken (Hydrobiidae).

## Merkmale
Pannonische Quellschnecken sind sehr klein, das Gehäuse ist bis 3 mm hoch und 2 mm breit, die Umgänge sind gerundet. Das Gehäuse ist braun, durch Algenbewuchs kann es auch grün gefärbt sein.

## Taxonomie
Quellschnecken können anatomisch nur anhand der Geschlechtsorgane sicher bestimmt werden. Auch Sequenzierung der DNA muss oft herangezogen werden. Ältere Angaben anhand von Leerschalen können daher problematisch sein, da einige Arten einander sehr ähnlich sind.
Bythinella pannonica war lange Zeit als Sadleriana pannonica (Frauenfeld, 1865) geführt und wurde erst 2002 von GLÖER zu Bythinella gestellt.

## Verbreitung
Bythinella pannonica kommt nur in einem kleinen Gebiet der westlichen Karpaten, im östlichen Ungarn um Eger und Miskolc und um Kosice in der Ostslowakei vor. Hier gibt es in Quellen und Quellbächen lokale Vorkommen mit zum Teil hohen Individuenzahlen.

## Lebensweise und Ökologie
Quellschnecken brauchen weitgehend konstante Temperaturen in ihrem Lebensraum. Bythinella pannonica lebt in Thermalquellen und den angrenzenden Oberläufen von Bächen mit steinigem oder kiesigem Grund. In geeigneten Lebensräumen können hunderte Tiere pro Quadratmeter leben.
Sie sind stark spezialisiert und damit sehr gut an den extrem nährstoffarmen, eigentlich lebensfeindlichen Lebensraum angepasst. Aufgrund der geringen ökologischen Amplitude reagieren sie auf Änderungen ihres Lebensraumes innerhalb kurzer Zeit mit sinkender Individuenzahl oder sogar dem lokalen Aussterben. In mehreren Quellen in Miskolc, von denen es alte Angaben zu Bythinella pannonica gibt, ist die Art heute aufgrund von Lebensraumveränderungen (Thermalbad, Gewässerverbauung) nicht mehr zu finden.
Quellschnecken ernähren sich von Kieselalgen, Blau- und Grünalgen sowie Bakterienfilmen in den Quellen sowie von abgefallenen Blättern und Holzstückchen im Gewässer. Die Eiablage erfolgt an Steinen oder anderen Schnecken.

## Gefährdung
Quellschnecken sind generell durch Quellfassung und Baumaßnahmen im Nahbereich der Quellen gefährdet. Besonders die Schnecken der Thermalquellen und -bäche sind durch Quellfassung und Umbauten zu touristischen Zwecken hochgradig gefährdet.
Die IUCN stuft die Art als „gefährdet“ (vulnerable) ein. Unter dem Synonym Sadleriana pannonica ist sie EU-weit geschützt nach Anhang 2 und 4 der FFH-Richtlinie, d. h. es sind seitens der Mitgliedsstaaten geeignete Schutzgebiete einzurichten und die Art auch außerhalb der Schutzgebiete zu schützen, um den „guten Erhaltungszustand“ zu gewährleisten.